# Michel Dussuyer
Michel Dussuyer (Cannes, 1959. május 28. –) francia labdarúgóedző, kapus, az elefántcsontparti labdarúgó-válogatott szövetségi kapitánya.

## Pályafutása

### Edzőként
Miután visszavonult a futballtól, edző lett. 1996 és 2002 között a Cannes segédedzője volt, 2002 és 2004 között pedig a guineai válogatott menedzsereként részt vett a 2004-es afrikai nemzetek kupáján. 2006 és 2007 között önállóan irányította az AS Cannes-t, 2008-ban pedig a benini válogatott menedzsere lett, amelyet a 2010-es Afrika-kupán vezetett. 2010-től újra a guineai válogatott edzője 2013-ig és 2014-től 2015-ig. Ezután két évig az elefántcsontparti válogatott trénere.